# 단원어린이도서관
단원어린이도서관은 경기도 안산시 단원구 초지동 소재의 어린이 도서관이다.

## 연혁
- 2007년 7월 16일 안산시 중앙도서관 단원어린이 분관 직제 승인
- 2007년 11월 22일 안산시 단원어린이 도서관 개관

## 이용 안내
이용 시간
- 10월~5월: 09:00 ~ 18:00
- 6~9월: 평일 09:00 ~ 19:00 / 주말 09:00 ~ 18:00

휴관일
- 매주 월요일
- 국경일, 정부에서 지정하는 공휴일
- 관장이 지정하는 임시휴관일